# Полупроводник
Полупроводник је материјал који има нека својства проводника и својства изолатора. У зависности од услова у којима се налази као и од примеса тј. нечистоћа у њему, могу преовладати својства проводника односно изолатора.
Величина која карактерише полупроводне материјале је енергетски процеп. Енергетски процеп је разлика између валентног и проводног нивоа атома који сачињавају полупроводни материјал и представља енергију потребну да електрон из валентног нивоа пређе у проводни ниво, тј. да напусти матични атом. Јединица која се у пракси користи за карактеризацију енергетског процепа је електронволт (eV). Полупроводни материјали имају енергетски процеп од неколико електронволти до неколико десетина електронволти.
На ниским температурама електрони у валентном нивоу немају довољну енергију да савладају енергетски процеп тако да су сви везани за атоме па се тада чист полупроводник понаша као изолатор. Међутим већ на собној температури један део електрона на валентном нивоу има довољну енергију да савлада енергетски процеп и пређе на проводни ниво тј. да напусти матични атом. Када електрон напусти атом на његовом месту остаје упражњено место које називамо шупљина а цео атом представља позитиван јон. На овај начин долазимо до појма носиоца наелектрисања у полупроводнику. Наиме код проводника носиоци наелектрисања су слободни електрони. Међутим иако у чисто физичком смислу исто важи и за полупроводнике код њих ради лакшег објашњавања процеса који се дешавају унутар полупроводника уводимо и шупљине као носиоце наелектрисања које заједно са електронима учествују у провођењу електричне струје.
Електрони су, као што је познато, негативна наелектрисања па њих зовемо негативним носиоцима наелектрисања, док су шупљине места на којима се заправо налази позитиван јон па њих називамо позитивним носиоцима наелектрисања. Концентрацију позитивних носилаца означићемо латиничним словом p а концентрацију негативних носилаца са латиничним словом n. Код чистог полупроводника сваки слободан електрон оставља за собом шупљину тако да је код чистих полупроводника p = n концентрација слободних електрона једнака концентрацији шупљина. Чисти полупроводници представљају тек полазну основу у изради електронских компоненти.
Чистим полупроводницима се додају примесе (нечистоће) како би добили полупроводнике p односно n типа. Процес у коме се чистом полупроводнику додају примесе назива се допирање.

## Начин рада полупроводника
Како би било јасније деловање полупроводника може се размотрити стаклени спремник напуњен дестилисаном водом. Уколико се пар електрода урони у воду и ако се на њих споји једносмерни напон (нижи од напона потребног за електролизу) неће потећи струја због тога што дестилована вода нема носиоца набоја. Стога је дестилисана вода изолатор. Раствори ли се у води мала количина кухињске соли почиње да тече струја, због тога што су ослобођени покретни носиоци (јони). Повећавањем концентрације соли повећава се и проводљивост, али не значајно. Суви кристали соли нису проводљиви због тога што су покретни носиоци набоја заробљени у кристалима.
Потпуно чист кристал силицијума је изолатор, али када је загађен нпр. арсеном (поступак се назива допирање), али незнатно загађен како кристална решетка не би била потпуно раскинута, тада нечистоћа предаје (донира) слободне електроне и омогућава проводљивост. То се догађа због тога што атоми арсена имају пет електрона у својој спољашњој љусци, док их атом силицијума има само четири. Проводљивост је могућа зато што су уведени слободни носиоци набоја, у овом случају је формиран силицијум n-типа, n због негативног наелектрисања електрона.
Друга варијанта је да се силицијум допира са бором чиме се ствара силицијум p-типа који је исто тако проводљив. Због тога што бор у спољашњој љусци има само три електрона настаје нова врста носиоца набоја, звана шупљина, која се формира у кристалној решеци силицијума.
С друге стране, у вакуумској цеви се носиоци набоја (електрони) одашиљу због термичке емисије из катоде загрејаване жичаном нити. Стога, вакуумске цеви не могу произвести шупљине (позитивне носиоце набоја).
Уочљиво је да се носиоци набоја истог поларитета одбијају један од другог, стога су при непостојању силе они случајно расподељени по полупроводничком материјалу. Ипак, у ненапајаном биполарном транзистору (или спојној диоди) носиоци набоја настоје да мигрирају ка P-N споју, због привлачне силе коју узрокују њихови супротни набоји с друге стране споја.
Повећањем нивоа допирања повећава се и проводљивост полупроводника, под условом да кристална решетка углавном остане неоштећена. Код биполарног транзистора емитер је јаче допиран у односу на базу. Однос нивоа допирања емитер/база је један од главних фактора који одређују струјно појачање спојног транзистора.
Ниво допирања је екстремно низак: реда неколико делова на сто милиона, и то је кључ деловања полупроводника. У металима је број носиоца екстремно висок: један носилац набоја по атому. Код метала, како би се значајан део запремине материјала претворио у изолатор, носиоци набоја морају бити издвојени из метала кориштењем напона. Код метала је та вредност напона астрономска; више је него довољна да уништи метал пре него што га претвори у изолатор. Али код слабо допираних полупроводника постоји само један слободни носилац набоја на неколико милиона атома. Напонски ниво потребан за издвајање свега неколико носиоца набоја из посматране запремине материјала се може једноставно постићи. С друге стране, електрицитет у металима је нестишљив, као флуид, док се код полупроводника понаша као компримовани гас. Допирани полупроводници се могу врло брзо претворити у изолаторе, док се метали не могу.
Претходно је објашњено вођење набоја код полупроводника помоћу носиоца набоја, било електрона било шупљина, али је бит деловања биполарног транзистора да електрони/шупљине наизглед стварају забрањени скок кроз осиромашени слој у реверзно поларизираном споју база/колектор који је контролисан напоном база/емитер. Иако транзистор наликује на две спојене диоде, биполарни транзистор се не може једноставно направити као спој две дискретне проводне диода спојене заједно. За добивање деловања биполарног транзистора потребно је да се „две диоде“ произведу на истом кристалу, и да физички деле заједничко и екстремно танко подручје базе.

## Темељи физике полупроводника

### Валентни појасеви полупроводника
У језику физике полупроводника, полупроводници (и изолатори) се дефинишу као тела код којих на апсолутној нули (0 K), најгорњи је појас заузет стањима енергија електрона, појас је познат као валентни појас, и потпуно је пун. Под условима апсолутне нуле, Фермијеву енергију, или Фермијев ниво можемо замислити као енергију до које су заузета сва дозвољена стања електрона.
На собној температури, постоји одређено размазивање дистрибуције енергија електрона, врло мали, али незанемарив број електрона има довољну енергију да пређе забрањени појас и уђе у водљиви појас. Електрони који имају довољно енергије да буду у водљивом појасу су ослобођени ковалентне везе између суседних атома унутар тела, и слободно се могу мицати унутар тела материјала, и исто тако проводити набој. Ковалентне везе из којих долазе ти узбуђени електрони сада имају мањак електрона, или шупљине које се исто тако могу мицати наоколо. (Шупљина се као таква у ствари не помиче, али се суседни електрон може помицати тако да попуни шупљину, остављајући притом слободну шупљину на месту с којег се помакнуо, и на тај се начин стиче утисак да се шупљине помичу.)
Важна разлика између проводника и полупроводника је да код полупроводника помицање набоја (струја) омогућено помицањем и електрона и шупљина. У супротности с тим код проводника Фермијев ниво лежи између водљивог појаса, па је такав појас само до пола попуњен електронима. У том случају, електронима је потребна само мала количина енергије да нађу друго незаузето стање у које ће се помакнути, у ствари за стварање тока струје.
Лакоћа којом електрони у полупроводнику могу бити премештени из валентног у водљиви појас зависи од размака између тих појасева, исто је тако величина енергије између водљивог и валентног појаса та која служи као произвољна граница која одваја полупроводнике од изолатора. Материјали који имају енергију забрањеног појаса (појаса између валентног и водљивог појаса) испод приближно 3 електронволт (eV) се углавном сматрају полупроводницима, док се они с већим енергијама забрањеног појаса сматрају изолаторима.
Електрони који су преносници набоја у водљивом појасу су познати као слободни електрони, мада се често једноставно називају електрони ако контекст допушта такву јасну употребу. Шупљине у валентном појасу се понашају врло слично као позитивно наелектрисане копије електрона, и оне се обично третирају као стварно наелектрисане честице.

### Парови електрон-шупљине
Јонизирајуће зрачење које удара у полупроводник врло често избацује електрон из његовог енергетског нивоа и као последицу оставља шупљину. Такав процес је познат као стварање пара електрон шупљине. Корисни појам је ексцитон који описује електрон и шупљину као заједно везане у квазичестицу. Детаљи овог специфичног процеса код којег се ствара пар електрон-шупљина нису још довољно добро познати, ипак, познато је да је просечна енергија потребна за стварање пара електрон-шупљина на заданој температури зависна од врсте и енергије јонизирајућег зрачења. Код силицијума, та је енергија једнака 3,62 eV на собној температури и 3,72 eV на 80 K.

## Допирање полупроводника
Један од главних разлога због којих су полупроводници корисни у електроници је тај да се њихова електроничка својства јако добро могу мењати у контролисаном смеру додавањем мале количине нечистоћа. Те се нечистоће називају допанди. Јако допирање полупроводника може повећати његову проводљивост за фактор већи од билион. У модерним интегрисаним колима, на пример, јако допирани поликристал силицијума се често користи као замена за метале.

### Интринсични и екстринсични полупроводници
Интринсични полупроводник је полупроводник који је довољно чист да преостале нечистоће незнатно утичу на електрична својства. У том случају, сви носиоци су створени термалном или оптичком побудом електрона из попуњеног валентног појаса у празни водљиви појас. У интринсичном полупроводнику је присутан једнак број електрона и шупљина. У електричном пољу електрони и шупљине теку у супротним смеровима, премда они доприносе струји у истом смеру будући да су супротно наелектрисани. Код интринсичног полупроводника струја шупљина и струја електрона нису нужно једнаке, због тога што електрони и шупљине имају различите ефективне масе (у кристалима, аналогија са слободним инерцијским масама).
Концентрација носиоца у интринсичном полупроводнику је јако зависна од температуре. На ниским температурама, валентни појас је потпуно попуњен, чинећи материјал изолатором. Повећање температуре доводи до повећања броја носиоца што прати повећање проводљивости. Ово се својство користи код термистора. Ово је понашање у потпуној супротности у односу на већину метала, који имају све мању водљивост на све већим температурама све до температуре распршења (на којој метал постаје плазма).
Екстринсични полупроводник је полупроводник који је допиран с нечистоћама како би се модификовао број и тип присутних слободних носиоца набоја.
Полупроводник који је допиран врло великим количинама нечистоћа, при чему ниво нечистоћа представља значајан део полупроводничких атома, назива се дегенерација. Дегенерисани полупроводник се понаша слично као проводник, а не више као полупроводник.

### Допирање-типа
Сврха допирања -типа је да се створи мноштво покретних електрона или електрона носиоца у материјалу. Као помоћ у разумевању како се постиже допирање -типа може се размотрити на примеру силицијума (Si). Атом силицијума има четири валентна електрона, од којих је сваки ковалентно везан за један од четири електрона суседног атома силицијума. Ако се у кристалну решетку уместо атома силицијума угради атом са пет валентних електрона (група V у периодном систему елемената, нпр. фосфор (P), арсен (As), или антимон (Sb)), тада ће атом имати четири ковалентне везе и један слободни електрон. Тај један слободни електрон је доста слабо везан за атом и лако се може побудити да пређе у водљиви појас. На уобичајеним температурама, сви су такви електрони привидно побуђени у водљиви појас. Будући да побуђивање таквих слободних електрона не резултира формирањем шупљина, број електрона у таквом материјалу далеко премашује број шупљина. У овом случају електрони су већински носиоци, а шупљине су мањински носиоци. Због тога што петеровалентни атоми имају додатне електроне за донирање, они се називају атомима донорима (донорски атоми). Ни један покретни електрон унутар полупроводника никад није далеко од непокретног позитивно допираног јона, и n-допирани материјал углавном има нето вредност електричног набоја једнаку нули.
Сврха допирања -типа је стварање мноштва шупљина. У случају силицијума се у кристалној решеци надомешта тровалентни атом (као што је бор). Резултат је да недостаје једна од четири ковалентне везе уобичајене у решеци силицијума. На тај начин атом допанда може прихватити електрон из атома везаног у суседну ковалентну везу за попуњавање четврте везе. Такви се допанди називају акцептори. Атоми допанда прихватају електроне, узрокујући недостатак једне везе са суседним атомом што резултира формирањем шупљине. Поједина шупљина је повезана с околним негативно наелектрисаним јоном допанда па полупроводник остаје електрично неутралан као целина. Једном кад је шупљина одлутала унутар решетке, један протон у атому ће бити изложен, на месту где је пре била шупљина, и неће га више бити могуће пребрисати другим електроном. Из тог разлога се шупљина понаша као носиоц позитивног набоја. Када је додат довољно велик број атома акцептора, број шупљина увелико надмашује број термално побуђених атома. Због тога су у материјалима p-типа шупљине већински носиоци, док су електрони мањински носиоци. Плави дијаманти (типа IIб), који садрже бор (B) као нечистоћу, су пример природног настајања p-типа полупроводника.

### Концентрације носиоца
Кад је полупроводник допиран, концентрација његових већинских носиоца је већа од концентрације интринсичких носиоца за фактор који зависи од нивоа допирања. Ипак, производ концентрација већинских и мањинских носиоца и даље остаје једнак квадрату концентрације интринсичких носиоца. На пример, интринсички полупроводник на температури на којој је концентрација носиоца (шупљина и електрона) једнака 1013/3. Ако је полупроводник n-допиран на 1016/3, тада ће концентрација шупљина бити 1010/3. То произилази из тога да је концентрација мањинских носиоца у допираном полупроводнику зависна од температуре на квадрат мере концентрације носиоца у интринсичком полупроводнику, док је концентрација већинских носилаца практично фиксирана на нивоу одређеном допирањем.

## Полупроводник-типа
Код полупроводника -типа додате су донорске примесе. Донорска примеса има електрон вишка који не учествује у везама са околним атомима полупроводника тако да се захваљујући њима ствара вишак негативних наелектрисања у полупроводнику. Код полупроводника n-типа електрони представљају већинске носиоце наелектрисања а шупљине мањинске носиоце.
Код полупроводника -типа додате су акцепторске примесе. Акцепторска примеса има мањак електрона тако да она генерише шупљину и на тај начин се ствара вишак шупљина тј. позитивних наелектрисања у полупроводнику. Код полупроводника p-типа шупљине представљају већинске носиоце наелектрисања а електрони мањинске носиоце.
Када имамо полупроводнике p и n типа њиховим спајањем добија се PN спој и на тај начин се добија диода.
Од полупроводних материјала се праве све активне електронске компоненте.
Најзначајнији представници полупроводних материјала су силицијум (Si), германијум (Ge) и галијум-арсенид (GaAs).

## спојеви
спој се може створити допирањем суседних подручја полупроводника p-типом и n-типом донора. Ако је позитивни напон поларизације спојен на слој p-типа тада су доминантни позитивни носиоци (шупљине) гурнуте према споју. Истовремено, доминантни негативни носиоци (електрони) у материјалу n-типа су привучени према споју. Све док постоји мноштво носиоца на споју, спој се понаша као проводник, и напон спојен на крајевима p-n споја ствара струју. Како су облаци шупљина и електрона приморани да се преклапају, електрони падају у шупљине и постају део популације непомичних ковалентних веза. Међутим, ако је поларизацијски напон окренут, шупљине и електрони су одвучени од споја. Стога се на споју ствара врло мали број нових парова електрон/шупљина, постојећи слободни носиоци су натерани да оставе осиромашени слој, (који је врло узак и налази се између p и n слоја); подручје релативно неводљивог силицијума. Реверзни напон поларизације ствара само врло малу струју (струја цурења) кроз спој. P-n спој је основа електронске компоненте која се зове диода, која омогућава ток електричног набоја у само једном смеру. Слично се може допирати и треће подручје полупроводника, допирањем n-типа или p-типа се формира компонента с три извода, као што је биполарни спојни транзистор (који може бити p-n-p или n-p-n).
Када се у осиромашеном подручју кориштењем зрачења јонизује, претходно електрично створен, пар електрон/шупљина две новонастале слободне наелектрисане честице ће бити избачене из осиромашеног подручја. Након што је у осиромашеном подручју створен пар електрон/шупљина, шупљина ће под утицајем електричног поља бити потиснута према подручју p-типа, док ће исто тако под утицајем електричног поља, електрон бити потиснут према подручју n-типа. Помицање ових носиоца набоја ствара малу струју коју се може мерити и анализирати.
За масовну производњу су нужни полупроводници с предвидљивим и поузданим електричним својствима. Ниво потребне хемијске чистоће је екстремно висок због тога што присутност нечистоћа и у врло малим размерама може имати врло велике ефекте на својствима материјала. Исто тако је потребан и висок степен савршености кристалне решетке због тога што се грешке у кристалној структури уплићу у полупроводничка својства материјала. Грешке у кристалној решеци су главни узрок мањкавости полупроводничких уређаја. Што је већи кристал то је теже постићи потребно савршенство. Данашњи процеси масовне производње користе кристалне шипке промера између 10 и 300 мм које се обликују као ваљци и режу се у вафере (танке кришке).

## Тражена чистоћа и перфекција полупроводничких материјала
Због траженог нивоа хемијске чистоће и перфекције у кристалној структури које су потребне за производњу полупроводничких елемената, развијене су специјалне методе за производњу почетних полупроводничких материјала. За постизање високе чистоће користи се техника узгоја кристала која користи Чохралскијев процес. Додатни корак који се користи за даљње повећање чистоће је познат као зонско чишћење. Код зонског чишћења се омекшава део тврдог кристала. Нечистоће се концентрују у омекшаном подручју, док се жељени материјал поновно кристализује остављајући чврсти материјал чистијим и с мање грешака у решеци.